# Comuna de Śliwice
Śliwice (polaco: Gmina Śliwice) é uma gminy (comuna) na Polónia, na voivodia de Cujávia-Pomerânia e no condado de Tucholski. A sede do condado é a cidade de Śliwice.
De acordo com os censos de 2007, a comuna tem 5463 habitantes, com uma densidade 31,3 hab/km².

## Área
Estende-se por uma área de 174,75 km², incluindo:
- área agricola: 25%
- área florestal: 65%

## Demografia
Dados de 30 de Junho 2007:
|                      | Total   | Total | Mulheres | Mulheres | Homens  | Homens |
| -------------------- | ------- | ----- | -------- | -------- | ------- | ------ |
|                      | pessoas | %     | pessoas  | %        | pessoas | %      |
| População            | 5463    | 100   | 2712     | 49,6     | 2751    | 50,4   |
| Densidade (pop./km²) | 31,3    | 100   | 15,5     | 15,5     | 15,8    | 15,8   |

De acordo com dados de 2005, o rendimento médio per capita ascendia a 1880,7 zł.

## Comunas vizinhas
- Cekcyn, Czersk, Osie, Osieczna, Osiek, Tuchola